# Tyto alba
Il barbagianni comune (Tyto alba Scopoli, 1769) è un uccello rapace notturno appartenente alla famiglia dei Titonidi.

## Etimologia
Il nome specifico alba deriva dal latino albus, "bianco".
Il nome comune barbagianni deriva da barba, forma settentrionale per "zio", e Gianni, ipocoristico di Giovanni, quindi "zio Giovanni", un nome parentale dovuto alla credenza che questo uccello abbia una funzione tutelare.

## Descrizione
Sono pallidi, 33-39 cm di altezza con un'apertura alare di 80-95 cm e hanno lunghe zampe. Hanno un volo oscillante quando si avvicinano ai terreni di caccia. Questa particolare tecnica è unica nella sua specie: quello del barbagianni è infatti noto per essere il volo più silenzioso fra tutti gli uccelli conosciuti. L'animale è infatti rapace e principalmente carnivoro, e una tale capacità è fondamentale per poter sorprendere le prede, ignare del suo arrivo. Tutto ciò è possibile grazie alla sua particolare fisionomia. È dotato infatti di un'apertura alare molto elevata in proporzione al piccolo corpo, che permette al barbagianni di planare facilmente e col minimo sforzo.
Maschi e femmine si somigliano molto, ma, in generale, le femmine sono leggermente più grandi dei maschi e di colore più scuro. Il peso varia da circa 200 g per le sottospecie più piccole (come ad esempio nelle isole Galápagos) a più di 500 g come il barbagianni del Nord America, mentre i barbagianni europei pesano da 300 g (maschio) a 400 g (femmine).
Ci sono alcune sottospecie che si distinguono dai colori della parte inferiore del corpo. Per esempio, il Tyto alba alba dell'Europa occidentale è praticamente totalmente bianco sotto, mentre il Tyto alba guttata dell'Europa centrale è arancione. Tutte le sottospecie hanno parti superiori grigie e ocra. Il piumaggio è in genere molto luminoso.

## Distribuzione e habitat
I barbagianni sono diffusi in tutti i continenti tranne che in Antartide.
Sono uccelli tipici di zone d'aperta campagna e cacciano prevalentemente ai margini dei boschi.
Sono diffusi in tutta l'America Latina e in Europa, tranne negli ambienti più freddi, come le Alpi e la Scandinavia. In America Settentrionale sono poco diffusi in Canada e del tutto assenti in Alaska. Ci sono molti esemplari di varie sottospecie in Africa. Sono presenti anche in Indocina e Australia.

## Biologia
Sono prevalentemente stanziali, notturni o crepuscolari.

### Alimentazione

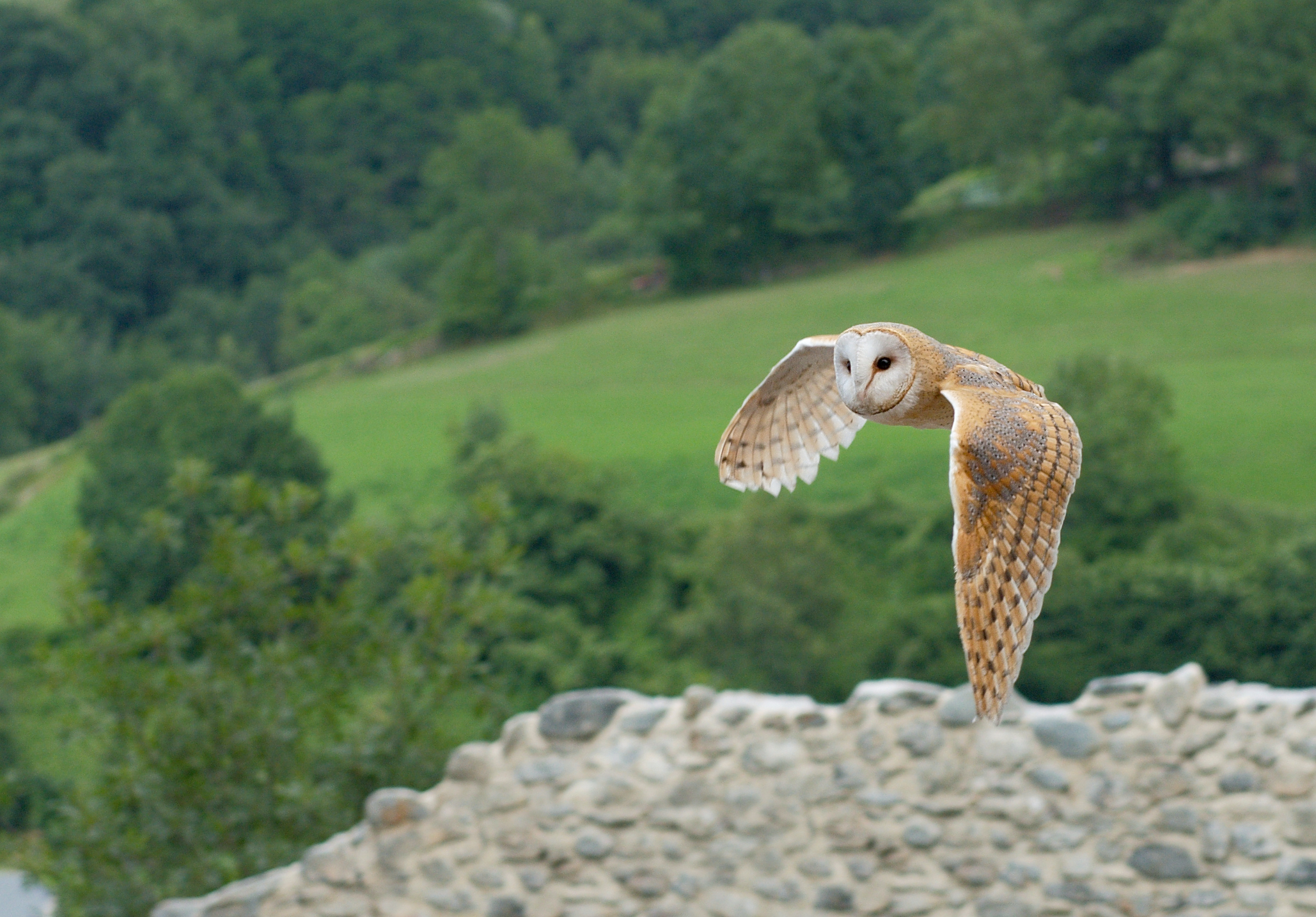
Un barbagianni in volo nei Pirenei francesi

È un superpredatore. Si nutre di arvicole, rane e insetti e di animali dannosi per l'uomo come i ratti, i topi e le talpe. 
Un barbagianni adulto mangia approssimativamente 3 topi al giorno. Durante il periodo dell'accoppiamento, il maschio offre alla femmina una preda per ottenere la sua disponibilità sessuale. Una coppia che alleva dai 3 ai 5 piccoli consumerà molti più roditori.

### Voce
Hanno un grido acuto riconoscibile che dà fastidio alle orecchie se ci si trova vicino. Stridono inoltre come pentole a vapore. Se vengono catturati o costretti in un angolo, senza via di fuga, si mettono supini e sgambettano.

### Rapporti con l'uomo
Il barbagianni è economicamente vantaggioso per l'uomo in quanto elimina altri animali dannosi come roditori e talpe. Per tale motivo i contadini spesso incoraggiano abitazioni per barbagianni fornendo loro siti per la nidificazione quali una scatola lignea per il nido o un tamburo grande montato lateralmente rispetto ad un fienile. Inoltre viene utilizzato spesso nella falconeria, infatti tra i rapaci notturni è tra quelli più utilizzati.

### Riproduzione

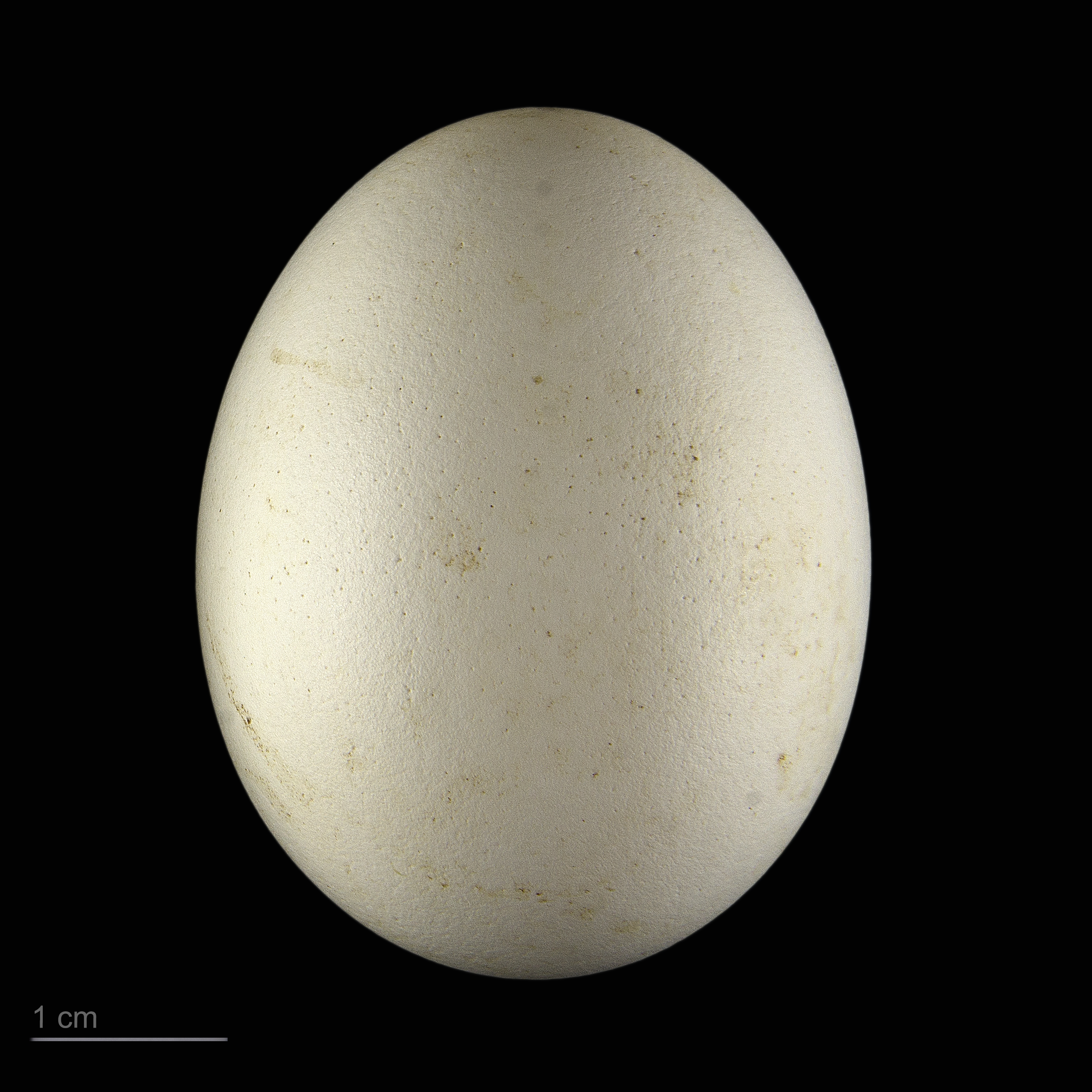
Uovo di Tyto alba guttata - Museo di Tolosa

Come buona parte dei membri della famiglia dei gufi anche i Barbagianni sono monogami e, una volta trovato un compagno, tendono a rimanere con esso tutta la vita, anche se si sono potuti osservare dei casi di poligamia; tuttavia, qualora uno dei due venisse a mancare, il membro superstite della coppia quasi immediatamente provvede a cercare un nuovo compagno o compagna. 
Una volta raggiunta la maturità, generalmente intorno ad un anno di vita, il maschio si metterà alla ricerca di un luogo adatto dove allestire il nido; una volta trovato il luogo che gli pare più confacente, comincerà ad emettere degli acuti richiami, sperando di attrarre una femmina con la quale iniziare il corteggiamento. Qualora una femmina rispondesse al richiamo e lo raggiungesse comincerà il corteggiamento, durante il quale il maschio inseguirà la femmina emettendo acuti vocalizzi e procurandole cibo per dimostrare di essere in grado di provvedere sia a lei che alla prole e solo allora essa permetterà l'accoppiamento. 
Benché il maschio offra alla femmina un possibile nido, l'ultima parola spetterà a lei e, se non riterrà soddisfacente il luogo scelto dal maschio, si sposterà in un altro sito obbligando il compagno a seguirla. Una volta trovato il luogo a lei più congeniale la femmina comincerà a covare e a deporre dalle 4 alle 6 uova di colore bianco, a distanza di 2-3 giorni l'una dall'altra e la cui incubazione dura per 30-40 giorni.
Durante il periodo della cova la femmina praticamente non si allontanerà mai dal nido, salvo che per brevi uscite onde sgranchirsi le ali, dunque al maschio spetta il compito di procurare cibo alla compagna e a proteggere il nido e il territorio da ospiti indesiderati. Una volta che le uova si sono schiuse la femmina si occuperà di nutrire di piccoli spezzettando le prede procurate dal maschio. I pulcini nascono ricoperti di poche piume e per il primo mese di vita sono incapaci di regolare il calore del proprio corpo, ragion per cui la madre rimarrà sempre con loro per proteggerli e tenerli al caldo. 

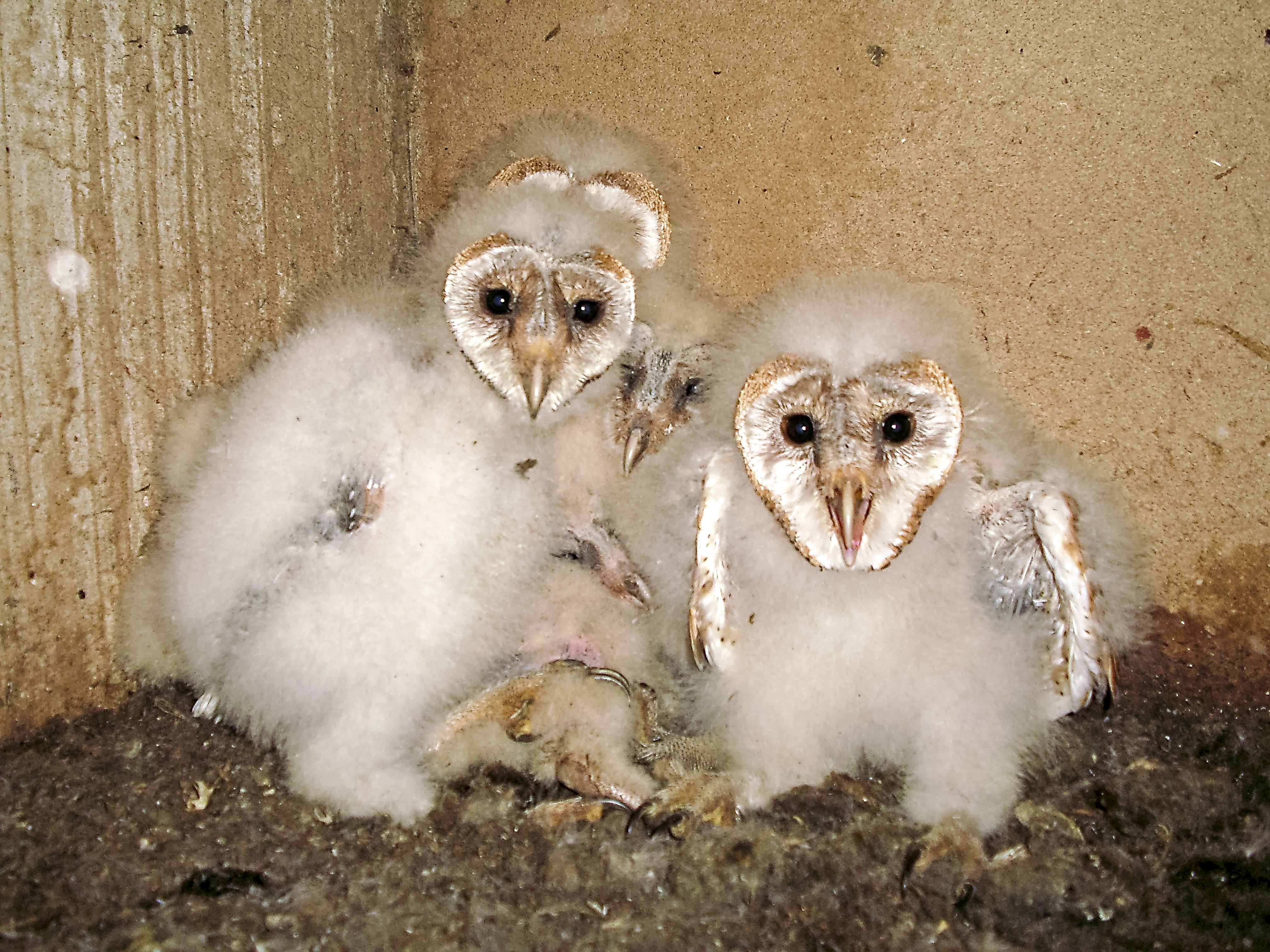
Pulli di barbagianni

Qualora uno dei pulcini morisse, o perché troppo debole o perché denutrito, la madre provvederà a spezzettarne il corpo per nutrire i fratelli superstiti onde aumentarne le possibilità di sopravvivenza.
Dopo il primo mese di vita i pulcini sono ora ricoperti da un nuovo strato di piume che gli consente di scaldarsi, rendendo non più necessaria la presenza continua della madre, che prende a lasciare il nido più spesso onde collaborare con il compagno nella cattura delle prede per sostenere la prole. Dopo circa 50-60 giorni i piccoli cominciano ad abbandonare il nido, ma rimangono per i genitori per ancora quasi un mese, durante il quale imparano le tecniche di caccia e di sopravvivenza.  I piccoli di Barbagianni diventano completamente indipendenti dopo circa 70-90 giorni dalla schiusa delle uova.

## Tassonomia

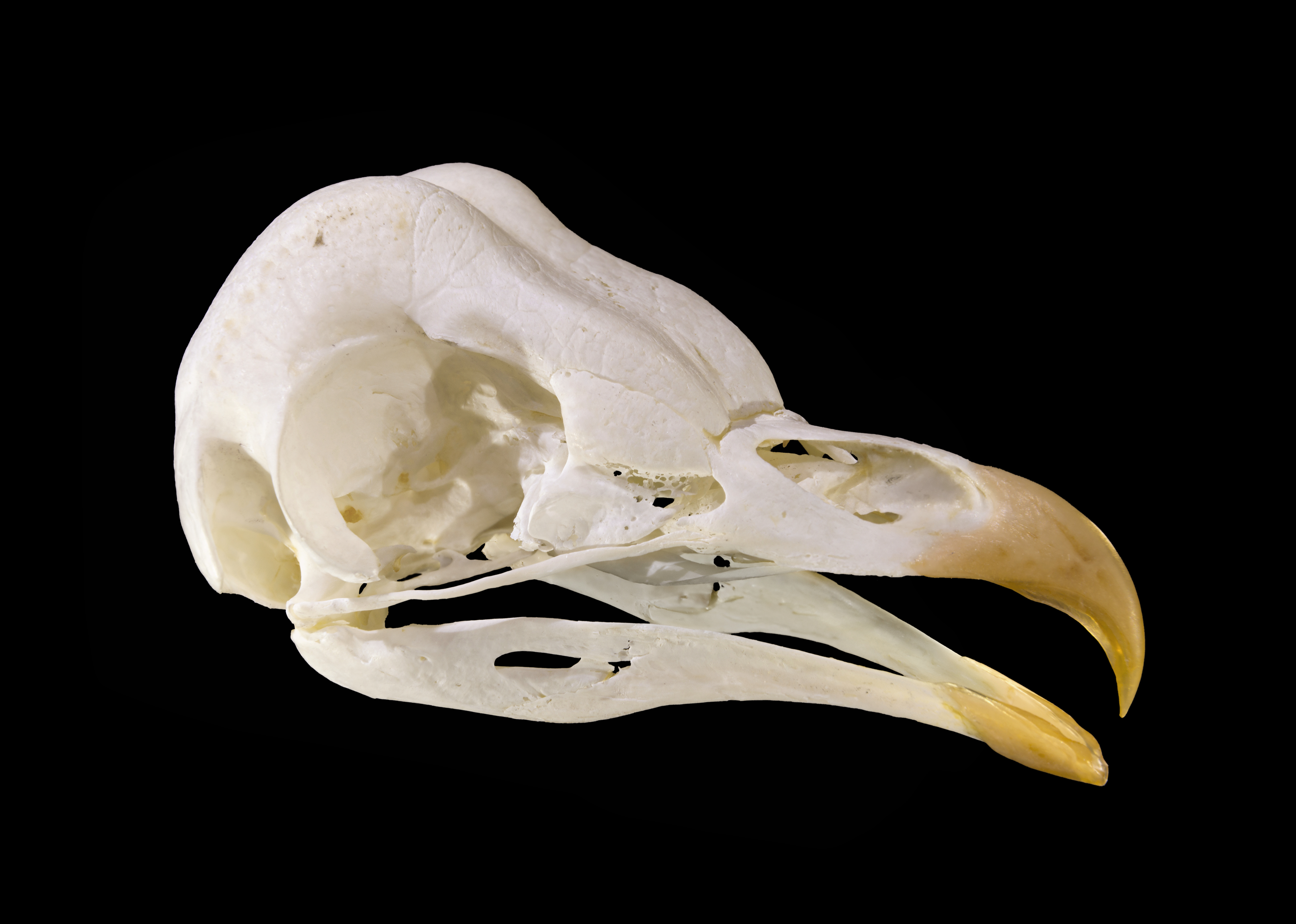
Cranio

Sono note le seguenti sottospecie:
- Tyto alba alba (Scopoli, 1769)
- Tyto alba guttata (Brehm, CL, 1831)T. a. guttata in Slovenia
- Tyto alba ernesti (Kleinschmidt, O, 1901)
- Tyto alba erlangeri Sclater, WL, 1921
- Tyto alba schmitzi (Hartert, 1900)

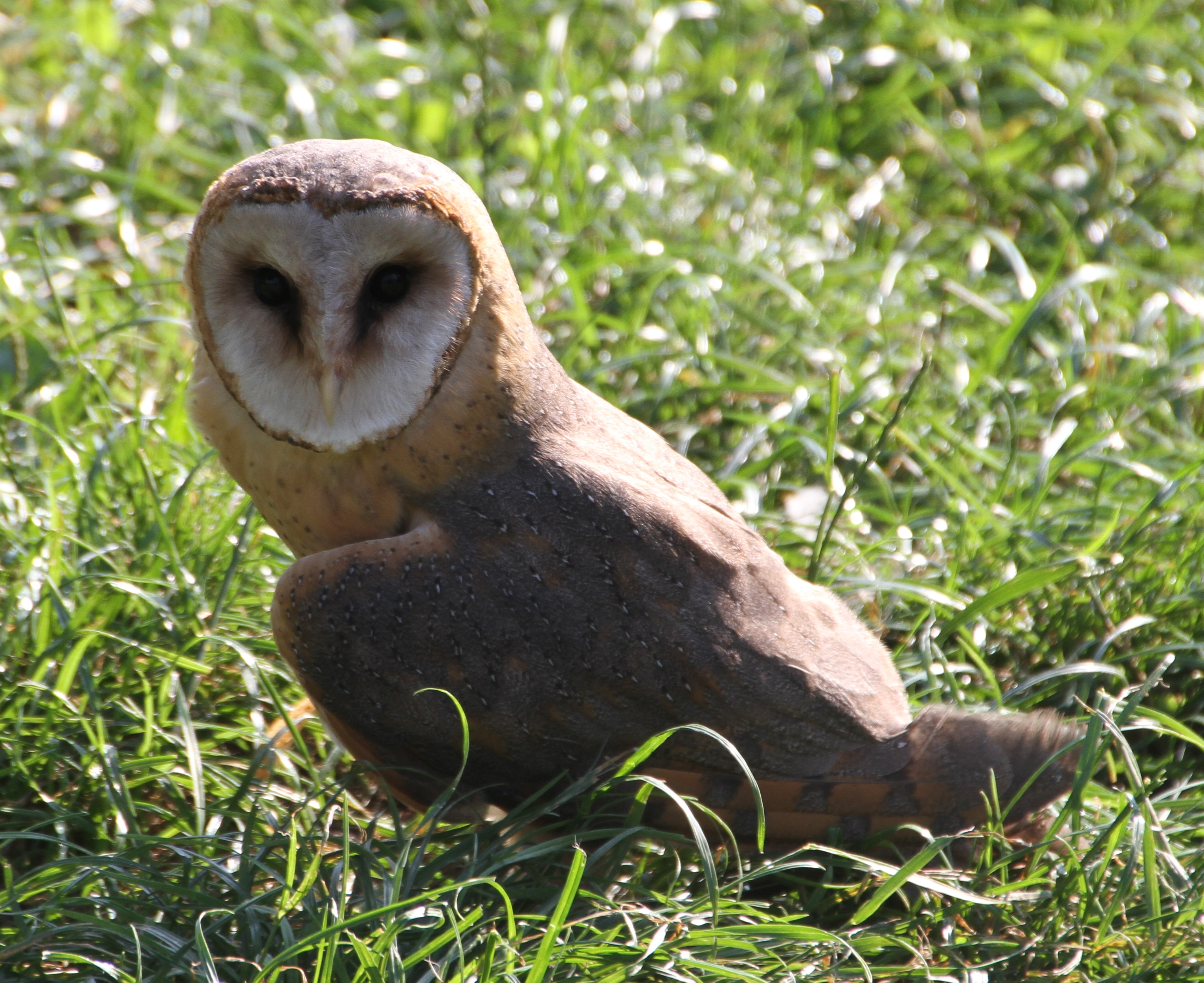
T. a. guttata in Slovenia

- Tyto alba gracilirostris (Hartert, 1905)
- Tyto alba detorta Hartert, 1913
- Tyto alba poensis (Fraser, 1843)
- Tyto alba thomensis (Hartlaub, 1852)
- Tyto alba hypermetra Grote, 1928

### Sottospecie trasferite, ridenominate, non più in uso
- Tyto alba affinis (Blyth, 1862); la sottospecie è stata unita a Tyto alba poensis (Fraser, 1843), a seguito di un lavoro di König & Weick del 2009[6].
- Tyto alba furcata (Temminck, 1827); attualmente considerata come specie a sé stante (= Tyto furcata)[2].
- Tyto alba lucayana Riley, 1913; la sottospecie è stata unita a Tyto alba pratincola (Bonaparte, 1838), a seguito di un lavoro di König & Weick del 2009[6].
- Tyto alba subandeana L.Kelso, 1938; la sottospecie è stata unita a Tyto alba guatemalae (Ridgway, 1874), a seguito di un lavoro di Marti et al del 2005[6].

## Il barbagianni nelle credenze popolari
Nonostante la citata funzione tutelare, il barbagianni ha popolarmente anche aspetti negativi. Una comune superstizione è che sentirne il canto è di pessimo auspicio; in Friuli e a Siracusa il canto del barbagianni si ritiene che annunci la morte di qualcuno. Inoltre si crede che beva l'olio delle candele nelle chiese e in Sicilia che viva per mille anni.